# Chaparro (bebida alcohólica)
Chaparro es una bebida alcohólica tradicional de Chalatenango, El Salvador, elaborada artesanalmente a partir de la fermentación y destilación de granos de maíz (Zea mays) y panela. Es considerada una de las bebidas espirituosas más representativas del país y forma parte del patrimonio cultural salvadoreño.

## Historia y origen
El chaparro tiene raíces ancestrales que se remontan a las civilizaciones maya y azteca, quienes elaboraban bebidas fermentadas a base de maíz. Con la llegada de los españoles y la introducción de técnicas de destilación, estas bebidas evolucionaron, dando origen al chaparro tal como se conoce hoy en día. Su producción y consumo han perdurado a lo largo de los siglos, especialmente en zonas rurales del país.
El chaparro tiene raíces chalatecas, siendo Chalatenango considerado su lugar de origen.

## Elaboración
La preparación del chaparro es un proceso artesanal que inicia con la fermentación de una mezcla de maíz y panela. Posteriormente, esta mezcla se destila en alambiques rudimentarios, a menudo construidos con cántaros de barro y tubos de cobre. Este método tradicional le confiere al chaparro su sabor distintivo y su alta graduación alcohólica.

## Variedades y consumo
Existen diversas variantes del chaparro, como el "chaparro curado", que incorpora ingredientes adicionales como hierbas o frutas durante su elaboración. También se utiliza como base para otras bebidas tradicionales, como el "jayaquito", típico del municipio de Jayaque, que combina chaparro con café, canela, vainilla y azúcar.

## Reconocimiento y denominación de origen
En 2016, el chaparro recibió la certificación de denominación de origen por parte del Ministerio de Economía de El Salvador, consolidándose como una marca oficialmente registrada para su libre comercialización a nivel nacional e internacional.